# UrRock Music Festival
Das UrRock Music Festival ist ein mehrtägiges international ausgerichtetes Musikfestival mit Bands aus den Bereichen des Hard Rock und Heavy Metals. Es fand 2018 zum ersten Mal statt.

## Geschichte
Das UrRock Music Festival wurde 2018 als gemeinnütziger Verein gegründet. Die drei Gründer Patrick Jakober (Kanton Obwalden), Stephan Brüderlin (Kanton Obwalden) und Jimmy Hollmichel (Kanton Nidwalden) sind häufige Konzertbesucher und leidenschaftliche Rock-, Hardrock- und Heavy-Metal-Fans. Das erste UrRock Music Festival fand 2018 im Senkel in Stans statt und wurde zum Erfolg. Dabei gab es als exklusive Neuheit in der Schweizer Festivallandschaft die Möglichkeit, mittels Virtual Reality sich auf die Bühne neben die Musiker zu begeben, oder auch einen Einblick in den Backstage-Bereich zu bekommen. Die zweite Durchführung 2019 fand erneut im Senkel statt und dabei stiess der Veranstaltungsort bereits an die Kapazitätsgrenze.
Aufgrund der weltweiten COVID-19-Pandemie musste das UrRock Festival 2020 verschoben werden. Als Besonderheit bekamen alle Festivalbesucher der Ausgabe 2019 zu Ostern eine VR-Brille zugeschickt, mit der sie die Konzerte von 2019 virtuell nacherleben konnten. Im November 2021 waren die COVID-19-Massnahmen in der Schweiz soweit gelockert, dass unter Berücksichtigung der Schutzkonzepte das UrRock Music Festival in die dritte Runde gehen konnte. Bereits in der Planungsphase wurden diverse Kantone auf das Festival und seine Bedeutung für die Region aufmerksam und fördern dieses mit Kulturbeiträgen. Es gab einige Neuerung, so wurde das Festival auf vier Tage ausgedehnt und in die Aula Cher von Sarnen verlegt. Die rund 200 m² grosse Bühne bietet nun auch Platz für grosse internationale Acts. Ein weiteres Highlight des Festivals war der Gitarren Workshop von Gus G. vor den Oberstufenschülern der Schule von Sarnen. Auch gab es zum ersten Mal After-Show-Partys im Club Freeheit und mit einem DJ im Dorf.

## Auftretende Künstler

### 9. – 10. November 2018
Emil Bulls, Shakra, Exilia, Fury, Blackening, The New Roses, Avven, Thundermother, Gods of Silence, Broken Fate

### 25. – 26. Oktober 2019
Rage, Primal Fear, Eclipse, Kissin’ Dynamite, Wielander, End of Silence, Emerald, Sickret, Blackening, Fury, Kalidia, Doctor Victor

### 11. – 14. November 2021
Nazareth, DGM, Orden Ogan, Rage, Broken Fate, Firewind, Shadow’s Far, Allison, Fury, Tempesta, Girish and the Chronicles, BBR, Infinitas, Crown of Glory, Fighter V, Skiltron, Last Days of Eden, Rimfire, King Sable, Dylem, Dakesis, Slaves for the Queens

### 10. – 12. November 2022
Kamelot, CoreLeoni, Skid Row, Girish and the Chronicles, Fury, Enforcer, The Cruel Intentions, Mind Patrol, Seraina Telli, Odd Dimension, Backface, Pain Is

### 7. – 9. November 2024
Evergrey, Rage feat. Lingua Mortis Orchestra, Lee Aaron, Virtual Symmetry, Klogr, Magma Ocean, Dave and the Dudes, Lansdowne, Girish and the Chronicles, Bad Sin, Doctor Victor, The Cruel Intentions, NoApology, Fury, Backface

## Besonderheiten
Das UrRock Musik Festival setzt stark auf Exklusivität und die Förderung von Schweizer Rockbands.
- 2018: Fury spielt zum ersten Mal in der Bandgeschichte in der Schweiz am UrRock und danach jeweils jedes Jahr exklusiv.
- 2018: Blackening aus Österreich spielen zum ersten Mal in der Schweiz.
- 2019: Doctor Victor aus Tschechien spielen zum ersten Mal in der Schweiz.
- 2021: Gus G. gibt einen Gitarren-Workshop für die Oberstufenschüler von Sarnen.
- 2021: Für den Donnerstag, 11. November 2021, muss kein Eintritt bezahlt werden. Es spielen aus jedem Förderkanton Bands am Eröffnungsabend. Es findet ein Roundtable über den Stellenwert der Rockmusik in der Schweiz statt.
- 2021: Girish and the Chronicles aus Indien spielen zum ersten Mal in Europa überhaupt am UrRock.
- 2022: CoreLeoni starten ihre Europatour am UrRock Music Festival.
- 2022: Girish and the Chronicles werden im Anschluss auf eine Club-Tour durch die Schweiz geschickt. Hierfür wurde eigens die UrRock Booking Foundation gegründet.
- 2022: Kamelot spielen einen kleinen exklusiven Auftritt für die Schüler von Sarnen.